# عارف عبد القادر النعماني
شخصية سياسية ونائب عن بيروت في الحكومة العربية 1919 م . ولد عارف النعماني في بسطة بيروت سنة 1883 م ، درسة في اليسوعية ثم استكمل دراسته في بروسيا ، وقف مع الثورة العربية الكبرى ، كانت تربطه علاقة جيدة بالملك فيصل الاول وهو فيصل  بن الحسين الهاشمي ، الذي عينه نائبا عن بيروت في الحكومة العربية ، ولكن تلك الحكومة انهارت و لم تدم  طويلا ، امام زحف الجيش الفرنسي إلى بلاد الشام بقيادة الجنرال غورو ، الذي اعتقل النعماني ونفاه إلى جزيرة كورسيكا ، مدة ثلاث سنوات حيث عاد إلى بيروت سنة 1923 م ، وانشأ النادي الاهلي البيروتي وتفرغ لاعمال التجارة ، هذا وعرف النعماني بنزعته الاستقلالية سياسا ، وسعيه لمساعدة الآخرين اجتماعيا ، وقد وافته المنية في بيروت سنة 1955 م .